# Altopascio
Altopascio – miejscowość i gmina we Włoszech, w regionie Toskania, w prowincji Lukka.
Według danych na rok 2004 gminę zamieszkiwały 11 152 osoby, 398,3 os./km².